# Jožef Poklukar (mlajši)
Jožef Poklukar, slovenski rimskokatoliški duhovnik, * 29. januar 1799, Krnica pri Bledu, † 8. marec 1866, Ljubljana.  
Rodil se je očetu Jožefu st. in materi Heleni. Bogoslovje je v letih 1820-1824 študiral Ljubljani. Kot kaplan je služboval na Raki, v Laščah pri Žužemberku in ljubljanski stolnici. V letih 1836–1857 je bil župnik na Dobrovi pri Ljubljani, nato do smrti župnik v Šentvidu pri Stični. Na Dobrovi je leta 1845 s pomočjo župljanov preuredil mežnarijo za potrebe šole in uvedel redni pouk. Umrl je v Ljubljani pri svojem bratu, prav tako duhovniku Janezu Poklukarju le nekaj ur kasneje kot njegov sorodnik teolog Jožef Poklukar (starejši), tako da sta 10. marca 1866 imela skupen pogreb in prišla v skupen grob.  Jožef Poklukar (mlajši) in Janez Poklukar sta bila strica politiku dr. Josipu Poklukarju.